# Fintry
Fintry (Fionn Treabh in lingua gaelica scozzese) è una località della Scozia, situata nell'area di consiglio di Stirling.